# Iginio Rigato
Iginio Gino Rigato (Trieste, 8 agosto 1920 – Mestre, 19 giugno 1993) è stato un arbitro di calcio italiano.

## Carriera
Ha iniziato la sua lunga carriera di arbitro prima del 1945.
Esordì in Serie B quando il campionato era suddiviso in 3 gironi e non è facile individuare quale sia stata la sua prima gara arbitrata nella categoria.
Debuttò in Serie A arbitrando Inter-Lucchese (6-3)
Nella massima serie ha arbitrato per quindici stagioni consecutive collezionando 207 presenze.
L'ultima partita da lui arbitrata in Serie A è stata Messina-Fiorentina (0-3) del 16 maggio 1965.
Dal 1961 al 1964 è stato un arbitro internazionale a disposizione della UEFA.

Dal 1958 al 1962 è stato presidente della Sezione Arbitri di Mestre.
Nel 1961 ha arbitrato la finale di Coppa Italia Fiorentina-Lazio (2-0) che in quegli anni si disputava in gara unica.